# Anna Paulina Luna

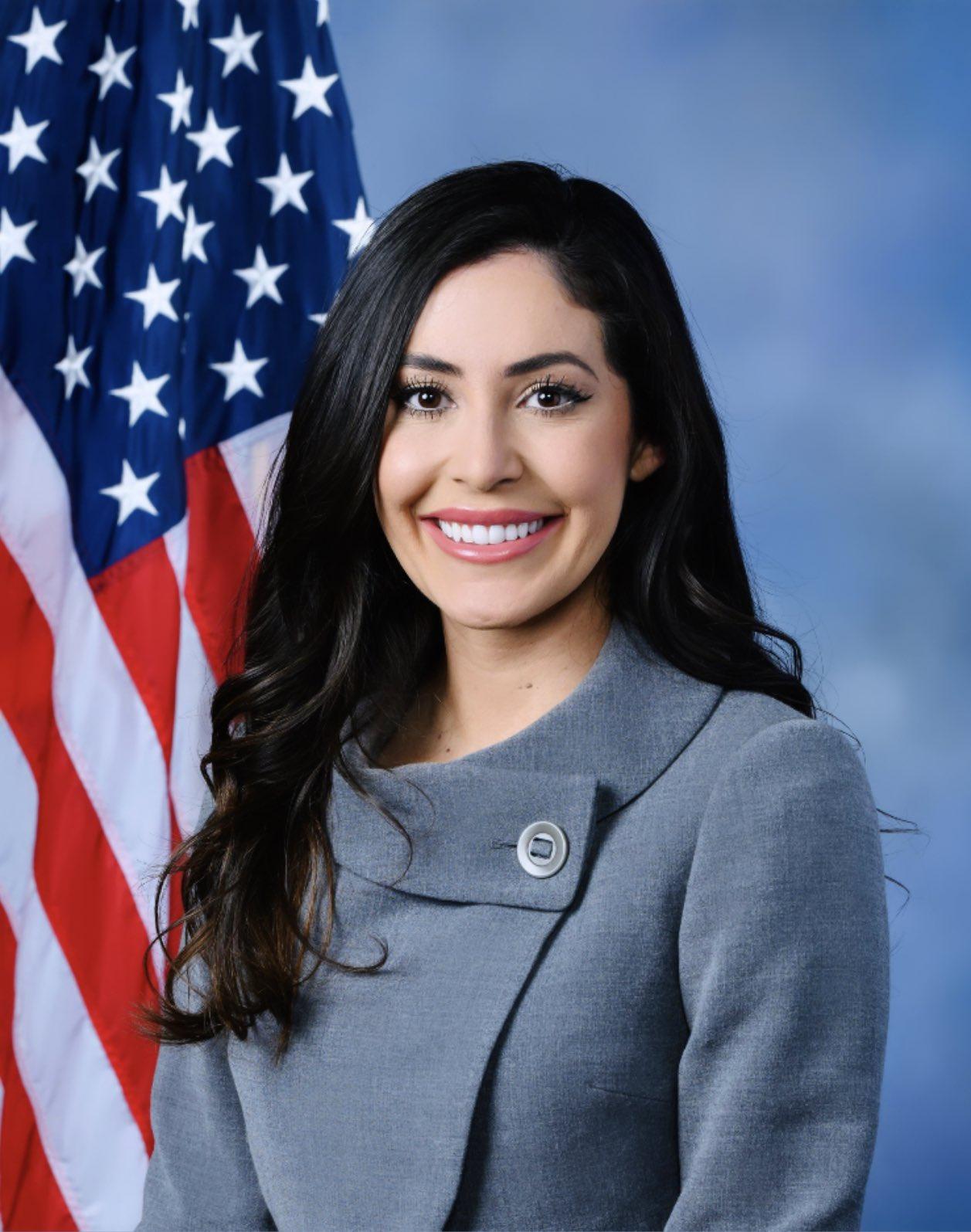
Anna Paulina Luna (2023)

Anna Paulina Luna (geb. Anna Paulina Mayerhofer; * 6. Mai 1989 in Santa Ana, Kalifornien) ist eine US-amerikanische Politikerin und ehemaliges Model. Sie gehört der Republikanischen Partei an und vertritt seit Januar 2023 den 13. Kongresswahlbezirk Floridas im US-Repräsentantenhaus. Zuvor diente sie in der United States Air Force (2009–2014) und engagierte sich in konservativen Medien sowie als politische Aktivistin.

## Werdegang
Luna wuchs nach eigenen Angaben in schwierigen Verhältnissen in Los Angeles auf. Ihre Mutter war alleinerziehend, ihr Vater soll zeitweilig im Gefängnis gewesen sein und ein Drogenproblem gehabt haben. Mit 19 Jahren verpflichtete sie sich zum Dienst in der US Air Force. Bei der Luftwaffe arbeitete sie als Fluglotsin, unter anderem auf der Whiteman Air Force Base in Missouri. Für ihre Verdienste erhielt sie die Air Force Achievement Medal. Nach ihrer ehrenhaften Entlassung aus dem Militärdienst studierte sie ab 2014 Biologie an der University of West Florida und beendete das Studium 2017 mit einem Bachelor-Abschluss. Ihren ursprünglichen Plan, ein Medizinstudium aufzunehmen, verwarf sie und trat stattdessen dem Luftstreitkraftzweig der Nationalgarde Oregons bei, da ihr Ehemann – selbst Luftwaffenoffizier – nach Portland versetzt worden war.
Bereits während ihrer Militärzeit hatte Luna begonnen, im Nebenjob zu modeln. Sie ließ sich unter anderem für das Herrenmagazin Maxim und das Swimsuit Issue von Sports Illustrated ablichten.

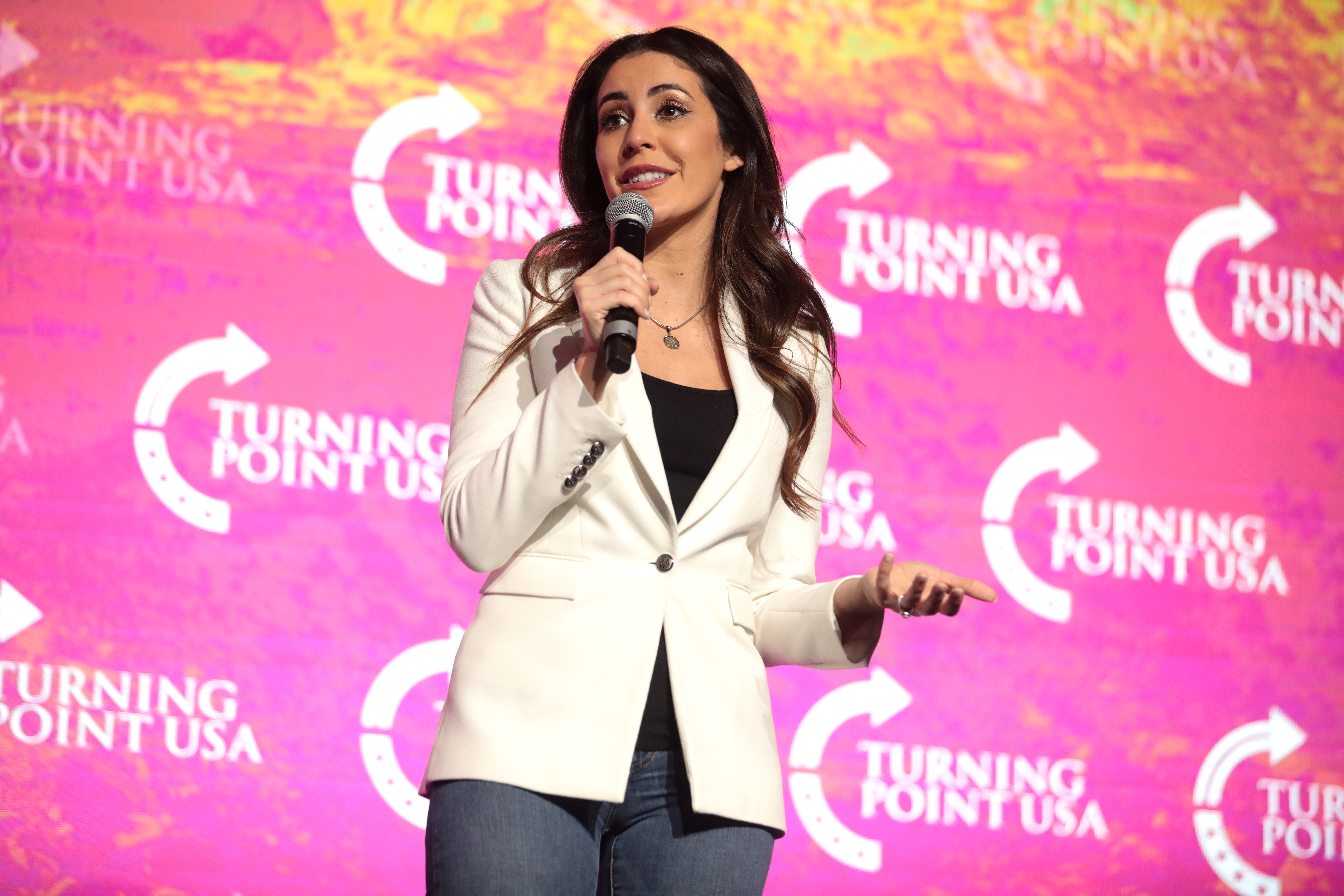
Anna Paulina Luna beim von Turning Point USA veranstalteten Young Latino Leadership Summit 2021.

Zudem produzierte sie Inhalte für verschiedene konservativ-rechtspopulistische Medien, darunter Turning Point USA und PragerU, und trat auch als Sprecherin für selbige auf.
Mittlerweile lebt sie mit ihrem Ehemann in Saint Petersburg in Florida. Im Vorfeld ihrer ersten Kongresskandidatur änderte sie ihren Nachnamen offiziell von Gamberzky (dem Namen ihres Mannes) in Luna. Dies sei ein Nachname ihrer Familie mütterlicherseits – allerdings nicht der Mädchenname ihrer Mutter – und sie wolle damit ihre hispanoamerikanischen Wurzeln würdigen.
Während der COVID-19-Pandemie in den Vereinigten Staaten schied ihr Ehemann aus dem Militärdienst aus, da er sich aus religiösen Gründen der Pflichtimpfung gegen den Sars-CoV-2-Virus verweigerte. Im September 2023 erhoben Luna und ihr Mann Klage gegen die bereits im Januar 2023 aufgehobene Impfpflicht im US-Militär.
Im Februar 2023 veröffentlichte die Washington Post einen Artikel über Luna, in dem erhebliche Zweifel an weiten Teilen ihrer biografischen Angaben geäußert wurden. So konnten die Journalisten beispielsweise keinerlei Hinweise auf einen Gefängnisaufenthalt ihres Vaters finden. Den Antisemitismus-Vorwürfen gegen ihre extrem rechte Verbündete Marjorie Taylor Greene setzte Luna entgegen, sie hätte jüdische Vorfahren und sei als „messianische Jüdin“ erzogen worden; auch dies stellte sich als falsch heraus, ihr deutscher Großvater hatte im Zweiten Weltkrieg in der Wehrmacht gedient.
Einige Medien sehen hier Parallelen zum Fall des Hochstaplers George Santos. Luna hat die Darstellungen der Washington Post energisch zurückgewiesen und darauf verwiesen, dass ihre Anwälte eine Richtigstellung gefordert und rechtliche Schritte angedroht hätten.
Im August 2023 gebar sie ein Kind. Im November veröffentlichte sie gemeinsam mit ihrem Ehemann Andrew Gamberzky das Kinderbuch The Legend of Naranja, in dem die Donald Trump ähnelnde Orange Naranja gegen eine Joe Biden ähnelnde Banane Wahlkampf führt. Das Buch greift dabei die Big Lie auf.

## US-Repräsentantenhaus

### Wahl
2020 kandidierte Luna zum ersten Mal für einen Sitz im US-Repräsentantenhaus. Bei den parteiinternen Vorwahlen der Republikaner im 13. Kongresswahlbezirk konnte sie sich mit 36 % der Stimmen gegen insgesamt vier weitere Kandidaten durchsetzen. Sie profitierte dabei auch von der Unterstützung des bekannten konservativen Abgeordneten Matt Gaetz sowie von Donald Trump Jr. Auch der damalige US-Präsident Donald Trump sprach sich für sie aus – allerdings erst kurz bevor die Wahllokale schlossen. Bei der Hauptwahl verlor sie jedoch gegen Charlie Crist, den Amtsinhaber und ehemaligen Gouverneur Floridas, mit 47 zu 53 %.
Bei den Wahlen 2022 kandidierte Luna erneut im 13. Bezirk. Dieser Bezirk war kurz zuvor zugunsten der Republikaner neu zugeschnitten worden. Wieder konnte sie sich in den Vorwahlen gegen vier weitere Kandidaten durchsetzen, diesmal mit 44 % der Stimmen. Diesmal gelang es ihr, ihren demokratischen Kontrahenten Erik Lynn – Crist hatte stattdessen als Gouverneur kandidiert – mit 53,1 zu 45,1 % der Stimmen zu schlagen und somit ins US-Repräsentantenhaus einzuziehen. Der von ihr seit dem 3. Januar 2023 vertretene Wahlkreis liegt an der Westküste Floridas in der Tampa Bay Area und beinhaltet unter anderem die Stadt Saint Petersburg. Trotz der fast ausschließlich städtischen Prägung gelten die Republikaner in diesem Bezirk als tendenziell favorisiert.
Bei den Vorwahlen zur Repräsentantenhauswahlen 2024 musste Anna Paulina Luna sich in ihrer Partei nicht gegen Herausforderer durchsetzen. Die Demokraten hatten Whitney Fox zur Herausforderin Lunas gewählt. Anna Paulina Luna entschied die Hauptwahl im November mit 54,8 % für sich.

### Amtszeit
Luna gehörte zu den 20 republikanischen Abgeordneten, die im Januar 2023 zu Beginn des 118. Kongresses zunächst gegen Kevin McCarthy bei dessen Wahl zum Sprecher des Repräsentantenhauses stimmten. Sie nominierte, teilweise gegen deren erklärten Willen, die Abgeordneten Jim Jordan und Byron Donalds als Alternativkandidaten. Erst nach 11 Wahlgängen gab sie ihren Widerstand auf und stimmte für McCarthy. Bei dem von Matt Gaetz im Oktober 2023 eingebrachten Misstrauensvotum, welches zum Sturz McCarthys führte, enthielt sie sich der Stimme. Während des folgenden dreiwöchigen Interregnums stimmte sie zunächst dreimal für Jim Jordan als neuen Sprecher und dann schließlich bei der letzten Abstimmung für Mike Johnson. Kurz bevor der Hurrikan Milton im Oktober 2024 in ihrem Wahlbezirk auf Land traf, verlangte Luna Katastrophenhilfe von der Federal Emergency Management Agency (FEMA). Sie geriet hierfür in Kritik, da sie trotz der bereits begonnenen Hurrikansaison 2024 noch im September gegen die Finanzierung der FEMA gestimmt hatte.
Sie sitzt in folgenden Ausschüssen:
- United States House Committee on Oversight and Accountability (Ausschuss für Aufsicht und Rechenschaft)
  - Cybersicherheit, Informationstechnologie und Regierungsinnovation
  - Wirtschaftswachstum, Energiepolitik und Regulatorische Angelegenheiten
  - Gesundheitswesen und Finanzdienstleistungen
- United States House Committee on Natural Resources (Ausschuss für natürliche Ressourcen)

Im US-Repräsentantenhaus gehörte sie dem Freedom Caucus an, einer Vereinigung extrem rechter Abgeordneter. Im März 2025 trat sie aus dem Freedom Caucus aus, nachdem Mitglieder sich gegen ihren Antrag gestellt hatten jungen Eltern im Repräsentantenhaus die Möglichkeit der Stimmabgabe durch Stellvertreter oder online einzuräumen. Luna war im August 2023 Mutter eines Sohnes geworden.

## Politische Positionen
Obwohl sie sich zunächst als Unterstützerin von Barack Obama während dessen Präsidentschaft bezeichnet hatte, wandte sich Luna in der Folge vermehrt dezidiert konservativen Positionen zu. Sie tritt für ein uneingeschränktes Recht (siehe 2. Zusatzartikel zur Verfassung der Vereinigten Staaten) auf Waffenbesitz ein und lehnt Abtreibungen ab. Allerdings erklärte sie bezüglich der Frage, ob sie die 2024 auf den Wahlzetteln Floridas stehende Volksabstimmung über ein Recht auf Schwangerschaftsabbrüche ablehne, dass es auf ihre Meinung nicht ankäme. Es handle sich um eine Frage, über die Bundesstaaten zu entscheiden hätten. Zudem vertritt sie die Verschwörungserzählung, dass Donald Trump die Präsidentschaftswahl 2020 gewonnen habe und Opfer von Wahlbetrug geworden sei (Big Lie). Sie reiste am 16. Mai 2024 zu einer Sitzung im Strafverfahren New York v. Trump, um Trump zu unterstützen.
Im Januar 2025 reichte sie einen Gesetzesvorschlag ein, das Monument von Mount Rushmore um das Gesicht Donald Trumps zu ergänzen.

## Veröffentlichungen
- Anna Paulina Luna/Andrew Gamberzky: The Legend of Naranja, Brave Books  2023, ISBN 978-1955550512